# 草場辰巳
草場 辰巳（くさば たつみ、1888年（明治21年）1月2日 - 1946年（昭和21年）9月20日）は、日本陸軍の軍人。最終階級は陸軍中将。

## 経歴
滋賀県出身。草場彦輔陸軍少将の二男として生まれる。大阪陸軍地方幼年学校、中央幼年学校を経て、1908年（明治41年）5月、陸軍士官学校（20期）を首席で卒業。同年12月、歩兵少尉に任官し歩兵第9連隊付となった。1915年（大正4年）12月、陸軍大学校（27期）を卒業した。
参謀本部付勤務、第1鉄道線区司令部員、参謀本部員、朝鮮軍司令部付、歩兵第4連隊大隊長などを歴任。1924年（大正13年）11月から陸大専攻学生となる。翌年12月、陸大教官に就任し、参謀本部員兼軍令部参謀、第6師団参謀、陸軍省人事局課員、陸軍兵器本廠付、関東軍司令部付（南満洲鉄道）などを歴任し、1931年（昭和6年）3月から8月まで欧州に出張した。
1931年8月、歩兵大佐に昇進し参謀本部課長に就任。歩兵第11連隊長、関東軍司令部付（満洲国交通部顧問）を経て、1936年（昭和11年）8月、陸軍少将に進級。日中戦争に歩兵第19旅団長として出征し、保定会戦、南京攻略戦に参加。第2野戦鉄道司令官を経て、1939年（昭和14年）3月、陸軍中将に昇進し関東軍野戦鉄道司令官に就任。翌年10月、第52師団長に親補され満洲に駐屯。太平洋戦争を関東防衛軍司令官として迎えた。
1942年（昭和17年）12月、第4軍司令官となり、参謀本部付を経て、1944年（昭和19年）12月、予備役に編入された。同月、召集を受け大陸鉄道司令官となり終戦を迎えた。
1945年（昭和20年）9月からシベリア抑留となった。連合国側から極東国際軍事裁判に証人として出廷することを命じられ、1946年（昭和21年）9月17日に松村知勝、瀬島龍三とともにウラジオストクから空路東京へ護送され、ソ連側証人として出廷することになっていた。9月20日未明、草場は隠し持った青酸カリを飲んで自殺した。3通の書き置きのうち公式当局と親族宛の2通は捜査資料に添付された。アメリカ検事団が英訳させた日記には、シベリアの収容所でソ連側から証言を要求されたこと、ソ連側から恫喝、甘言など受けたこと、「将校でありながら捕虜となり、どの面下げて祖国に帰れるのか」とか「私には自殺しか道がなかったと諦めてください」という表現などが書かれていたという。墓所は多磨霊園。

## その他
- 山崎豊子の小説『不毛地帯』に登場する「秋津中将」は、草場がモデルといわれる。[要出典]『不毛地帯』では、壱岐正、秋津中将、竹村少将が東京裁判へ出廷し、実際には、瀬島龍三中佐、松村知勝少将が出廷した[9]。

## 栄典
位階
- 1909年（明治42年）3月1日 - 正八位[10]
- 1912年（明治45年）3月1日 - 従七位[11]
- 1917年（大正6年）3月20日 - 正七位[12]
- 1922年（大正11年）4月20日 - 従六位[13]
- 1927年（昭和2年）5月16日 - 正六位[14]
- 1931年（昭和6年）9月15日 - 従五位[15]
- 1936年（昭和11年）10月1日 - 正五位[16]

勲章
- 1940年（昭和15年）9月11日 - 勲一等瑞宝章[17]

## 親族
- 弟 草場季喜（陸軍少将）[1]